# 戸川安貞
戸川 安貞（とがわ やすさだ、寛文3年（1663年） - 正徳4年3月30日（1714年5月13日）は、江戸時代前期から中期の幕臣（旗本）・知行3000石。通称は平吉、のち三左衛門、内蔵助。
先代・重明の子として生まれる。
元禄15年（1702年）3月、父の隠居により家督を相続する。その際、自身の知行高3400石のうち中島村の一部（岡山県倉敷市中庄の近辺）400石を弟の安通に分知した。
父同様に新田開発に力を入れ、戸川安廣と共同で宝永4年（1707年）沖新田（倉敷市茶屋町）の開発に着手した。
旗本としては、御使番などを勤め、布衣の着用を認められている。
父に先立ち、正徳4年（1714年）3月30日に没した。跡目は弟で養子の安晴に継がせた。

## 系譜
- 父：戸川重明
- 母：岡氏
- 妻：松平重花の娘
- 養子
  - 男子：戸川安晴（戸川重明の七男）